# Конфесіоналізація

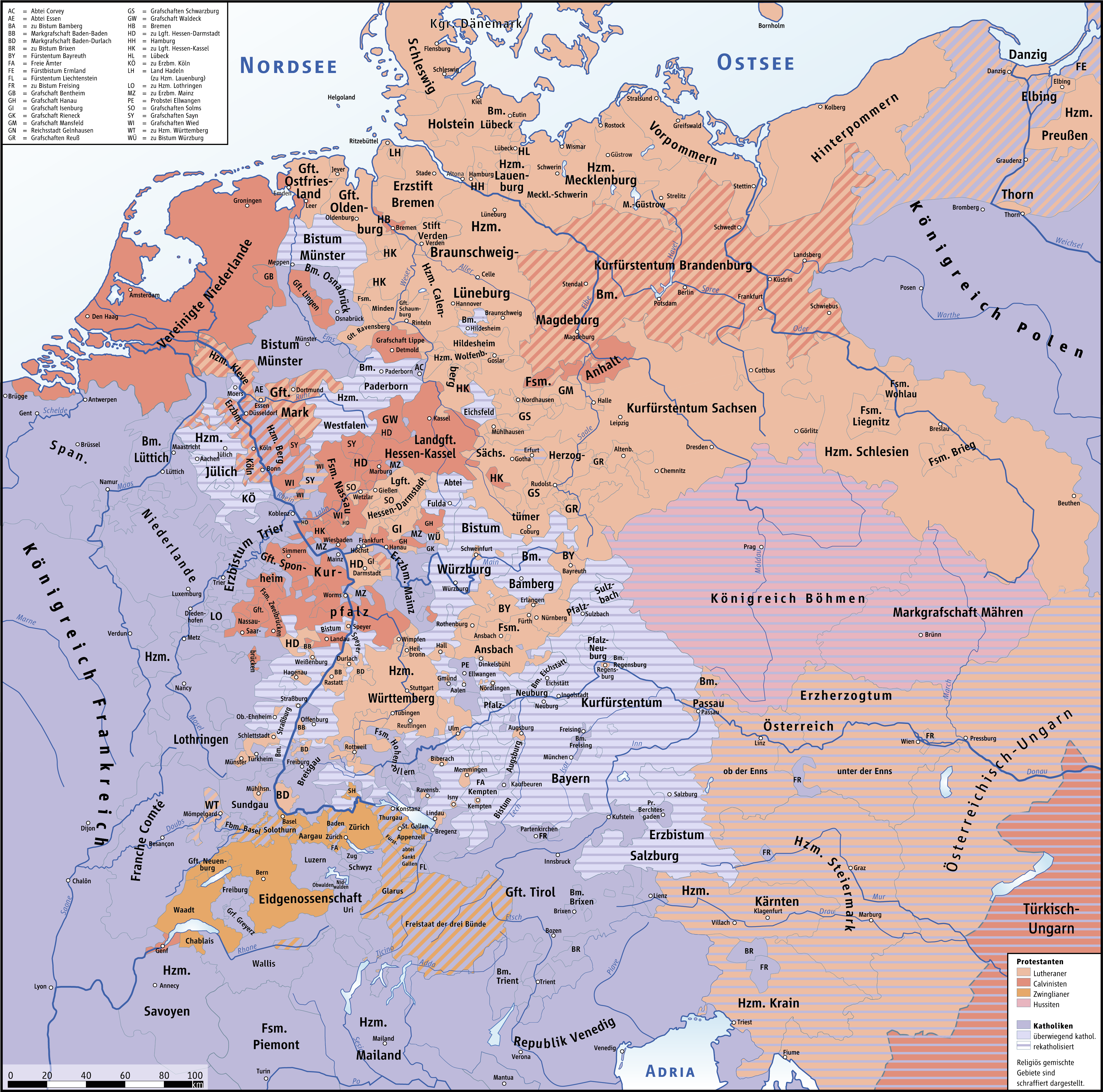
Мапа релігійної ситуації в Центральній Європі, 1618

Конфесіоналізація (нім. Konfessionalisierung) — термін, вперше введений у дослідженнях Х. Шиллінга та В. Райнхарда, період історії, що характеризується догматичним оформленням різних віросповідань, що розпочалося в Німеччині після укладення Аугсбурзького релігійного миру (1555) та поширилося в інших європейських країнах. Конфесіоналізація нерозривно пов’язана з попередніми подіями Реформації, які вплинули не лише на релігійне і церковне життя, а й на соціально-економічний, політичний, культурний розвиток німецьких земель, визначили зміни у менталітеті суспільства. Протягом цього часу між протестантськими та католицькими конфесіями був номінальний мир, оскільки обидві конфесії змагалися за міцніше утвердження своєї віри з населенням свого регіону. Це конфесійне будівництво відбувалося через «соціальне дисциплінування», оскільки церкви суворо дотримувалися своїх правил в усіх сферах життя як на протестантських, так і католицьких землях. Це спричинило створення відмінних конфесійних ідентичностей, які вплинули на церковну догму, формування віри, літургію та розвиток університетів.
Німецький історик Ернст Вальтер Зіден вперше описав феномен «конфесійного будівництва» ( Konfessionsbildung ) у 1950-х роках. У 1970-х роках Вольфганг Рейнхард і Хайнц Шиллінг паралельно розвивали ці ідеї, застосовуючи їх до історії формування церкви і держави в римо-католицькому та лютеранському контекстах у Священній Римській імперії.
Жан Кальвін є показовим виразником ідей конфесійної ери через високий ступінь соціального контролю, єдности та однорідности під одним виразом реформованої християнської віри. Кальвінська модель була заснована на інтерпретації гуманізму Еразма . Реформація продемонструвала незалежний характер Північної Європи в протистоянні католицькій ортодоксії, яка тримала курс на Християнізацію світу. Нова модель мала на меті створити незалежні від Рима національні церковні організації з опорою на Священне Писання, а не на папські булли. Основними принципами цього руху стали зміцнення особистої віри людини в Божу милість і можливість спасіння. Водночас розбудовували систему освіти та запроваджували нові засоби книгодрукування для загального поширення знань про віру. У контексті конфесіоналізації це означало, що таку дисципліну окреслювали для вірних як необхідну для спасіння душі, що полегшувало її запровадження.
Монархи та правителі загалом підтримували конфесіоналізацію, оскільки контроль над церквами їхніх земель переходив у їхні руки. Таким чином вони могли здійснювати більшу владу над своїми підданими, вимагаючи суворого релігійного послуху, застосовуючи систему суворих покарань за порушення поведінкових кодексів релігійного, соціального та економічного життя.  Широкі верстви вірних посилено спонукали регулярно приступати до святих таїнств, дотримуватися церковних приписів, як-от посту чи подружніх заповідей, та добре знати основи християнської віри, літургійні молитви і катехизм. Вплив влади на бюргерство знаходив вияв і в новому порядку богослужіння: кожну проповідь належало розпочинати із виголошення хвали владі. Ідея покори мала впроваджуватися у свідомість парафіян.
Дедалі частіше світські уряди (іноді у співпраці або в конфлікті з церквами, які вони контролювали) надавали матеріальну допомогу бідним і нужденним, а натомість держава вимагала від своїх підданих послуху та збільшення податків. Таким чином, конфесіоналізація часто описується як етап розвитку до централізованої абсолютистської держави 18 століття і сучасної держави добробуту. Особливо у протестантських регіонах Західної Європи, як-от в англіканській Англії чи на німецьких лютеранських теренах, державна влада водночас функціонувала як верховна влада Церкви та співдіяла з богословами і церковними достойниками у запровадженні конфесійної однорідности. Але й у католицьких регіонах, як от у німецькому курфюрстві Баварія або у Франції, державна влада активно співдіяла у впровадженні конфесійних норм.
Кольман використовував термін «конфесіоналізація» для позначення релігійного арбітражу та контролю, який використовувався в Російській імперії для управління діяльністю неправославних релігій, таких як католицизм, лютеранство, іслам, юдаїзм та буддизм. Царська Росія, багатоконфесійна імперія з однією державною релігією, заборонила прозелітизацію інших віросповідань православним християнам. Однак царська адміністрація підтримувала централізовані інституції інших релігіях (наприклад, Оренбурзькі збори ), оскільки вони допомагали місцевому управлінню та були в союзі з державою. 

## Конфесіоналізація у Східній Європі та на українських землях
1569 р. Польща-Литва у Люблінській унії знайшла свою конституційну форму на наступні століття. До неї належали і декларації рівноправності православних християн, „religia grecka“.  Королі враз зі шляхтою виявляли себе відкритими на протестантські ідеї. У 1570 р. більшість нових протестантських конфесій у Сандомирському консенсусі дійшли єднання на спільних релігійних основах і спільній політичній платформі. Через три роки Варшавська конфедерація (1573) затвердила загальний релігійний мир. Таким було становище на початку означеного тут періоду. 
Натомість, наприкінці нього, із так званим Colloquium Charitativum 1645 р. у Торуні зазнала невдачі остання спроба порозуміння між конфесіями, у якій вже не брали участі деякі з релігійних течій, як-от антитринітарії, а також православні. Приблизно того ж року позостала без відповіді й результату ініціатива рівноправної унії між католиками і православними, запропонована русинським магнатом Адамом Кисілем і православним Київським митрополитом Петром Могилою. Так припинилися старання відновити „справжню унію“ між греко-католиками і православними.
На українських землях спалахнуло велике козацьке повстання на чолі з гетьманом Богданом Хмельницьким, яке чимраз далі вели і під релігійним знаменом, на захист православної віри. Десь після 1650 р. до конфлікту долучилася православна Москва, а від 1655 р. — протестантська Швеція. Польща-Литва пережила власну Тридцятирічну війну лише із запізненням на одне покоління, але таку ж затяту, як у решті Європи. Низка вчених вважає, що ці події ще варті свого аналізу в парадигмі конфесіоналізації.
На Сході Європи, зокрема в Російській Церкві, за словами о. Ю. Аввакумова, конфесіоналізація як потреба у чіткому усвідомленні своєї релігійної ідентичності розпочалася, як не дивно, завдяки «уніатському питанню», а саме – завдяки Берестейській унії 1596 року.
«Факт унії є, на мою думку, свідченням неконфесійного стану Київського Сходу. Ми це бачимо у відомих «Артикулах»: єпископи Київської Церкви мають в 90-х роках XVI століття ще однозначно доконфесійну свідомість: вони не розглядають майбутній союз з Римом як вихід із однієї конфесії та приєднання до іншої. Але наслідком цього неконфесійного кроку стала, парадоксальним чином, конфесіоналізація українського християнства, переважно з двох причин: по-перше, Рим поводився з Київською Церквою на основі принципів конфесійного дисциплінування, як вони сформувалися внаслідок Тридентського Собору. По-друге, Патріарх Теофан висвятив паралельну неунійну єрархію у 1620 році, і ось вам початок двох конфесій: унійної та неунійної».
Джерела того періоду часто вживають слово «благочестивий» паралельно зі словом «православний», які ще не позначають конфесійну приналежність, а швидше вказують на ті групи, які не підтримують унію. На думку проф. Аввакумова, «уніати» та їхнє питання стали каталізатором того, щоб «дизуніти» (противники унії) почали конструювати свою ідентичність і стали «православними» в сучасному розумінні цього слова.
Для Унійної Церкви яскравим інституційним маркером стала реорганізація монашества та ухвали синоду у Кобрині 1626 р. Для Київської православної митрополії центр у цей самий час зміщується зі Львова та Вільнюса до Києва, де діяльність митрополита Петра Могили та його середовища сприяла формуванню «православної конфесії», що знайшло яскравий вияв у тексті «Православного ісповідання віри» (лат. ConfessioOrthodoxa) 1643 р. На думку Альфонса Брюнінґа, церковні баталії на українських теренах першої половини XVII ст. варто розглядати у зіставленні з релігійними війнами, що точилися тоді в латинській Європі. Загалом же для періоду 1551–1720 рр. найяскравішим прикладом східноєвропейської конфесіоналізації професор вважає співпрацю між козаками та єрархами Київської православної митрополії упродовж 1640–1650-х рр.
Васіліос Макрідес, професор релігійних студій з православ’я Ерфуртського університету, вважає, що конфесійні процеси на православних територіях супроводжувала етніцизація та націоналізація, для чого при розгляді цих процесів упродовж ХІХ ст. уживає терміни «національна конфесіоналізація» (nationalen Konfessionalisierung) чи «етнічна конфесіоналізація» (etnische Konfessionalisierung). Макрідес підкреслює «іншість» православного контексту щодо цієї парадигми, хоч і наголошує на можливості її застосування при вивченні історії православних церков.
1815 року Священним Синодом в Московії була видана книжка митрополита Філарета Дроздова «Разговор между испытующим и уверенным о православии Восточной Греко-Российской Церкви». Як можемо пересвідчитися з назви, ще на початку ХІХ століття Церква в Московії називала себе Східною Греко-Російською, а не Московською Православною. Оскільки, «православ’я» завжди мало ширше розуміння, позначаючи істинність вчення Церкви на противагу єресям. Натомість, з поступовим наближенням модерної доби і різних подій, що були з нею пов’язані, зокрема розквіт Греко-Католицької Церкви на території сучасної України за часи служіння митрополита Андрея Шептицького, єрархія Церкви в Московії розуміє важливість наголошення на своїй ідентичності й робить це у характерний для неї спосіб. Адже використовуючи у своїй самоназві «православ’я» та похідні від цього слова, Священний Синод і його наступні форми намагаються підкреслити єдиноправильність, «істинність» цієї Церкви, а отже і всіх рішень, які вона приймає. Промовистим є той факт, що пізніше цю книжку митрополита Філарета Дроздова не перевидавали на відміну від інших його праць. Питання «чому?» у цій ситуації може бути риторичним.
Процеси конфесійної сеґментації у ХІ–XIV ст. на румунських та прикарпатських теренах розглядає професор Кріст Зах з Інституту німецької культури та південноєвропейської історії Мюнхенського університету. Становлення «конфесійного» православ’я у Волощині між XIV — початком XV ст., особливо у період господаря Нягоє Басараба (1512–1521), описує д-р Михай ді Ґріґоре.

## Конфесіоналізація в балканських країнах
Низка істориків підкреслюють західноцентричність поглядів на конфесіоналізацію. Проте відмінність цих процесів в інших країнах від конфесіоналізації на німецьких землях (де, як прийнято вважати, цей рух зародився) ще не свідчить, що йдеться не про нього. Процеси конфесіоналізації на балканських теренах (Греція, Сербія, Чорногорія, Болгарія, Боснія і Герцеговина) досліджував Клаус Бухенау, професор катедри історії Південної і Східної Європи Реґенсбурзького університету. Він услід за істориком з Гайдельберзького університету Олафом Бляшке розглядає ХІХ ст. як період «другої конфесіоналізації» (zweiten Konfessionalisierung).
Прийнято вважати, що тамтешня еліта поєднувала націєтворення з релігійним чинником. Окрім того, у різних балканських країнах процеси конфесіоналізації мали певні особливості. Так, якщо «пізня конфесіоналізація» у Воєводині розпочалася наприкінці XVII ст. та активізувалась упродовж XVIII ст., то в Боснії і Герцеговині схожі процеси простежуються лише з 1878 р. Клаус Бухенау вважає, що важливість церковного чинника у процесах націотворення призвів у Греції, Сербії, Румунії та Чорногорії до формування державних православних церков, що означало, своєю чергою, марґіналізацію інших конфесій чи релігій. Більш того, за висновком дослідника, конфесіоналізація та націєтворення були частково скоординованими процесами, які підтримували та зумовлювали одне одного. 

## Читання по темі
- Confessionalization forum [Архівовано 16 липня 2012 у Wayback Machine.] (H-German, 2005)
- Lutheran church organization and confessionalization [Архівовано 18 лютого 2021 у Wayback Machine.] (Britannica Online)
- Confessionalization: Reformation, Religion, Absolutism, and Modernity
- Headley, John M. and Hans J. Hillerbrand, eds. (2004). Confessionalization in Europe, 1555–1700: Essays in Honor and Memory of Bodo Nischan. Farnham, Eng: Ashgate.
- Hsia, R. Po-chia (1991). Social discipline in the Reformation : Central Europe 1550-1750 (вид. Paperback). London: Routledge. ISBN 0415011493.
- Kaufmann, Thomas. Konfession und Kultur. Lutherischer Protestan tismus in der zweiten Hälfte des Reformationsjahrhunderts. Tübingen: Mohr Siebeck, 2006.